# Fublaines
Fublaines település Franciaországban, Seine-et-Marne megyében. Lakosainak száma 1381 fő (2022. január 1.). Fublaines Nanteuil-lès-Meaux, Saint-Fiacre, Trilport, Villemareuil, Boutigny és Meaux községekkel határos.

## Népesség
A település népességének változása:
| Lakosok száma | 1154 | 1202 | 1295 | 1366 | 1386 | 1389 | 1402 | 1391 | 1381 |
|               | 2013 | 2015 | 2016 | 2017 | 2018 | 2019 | 2020 | 2021 | 2022 |